# Chien d'eau frison
Le chien d'eau frison (en frison occidental Wetterhoun) est une race de chien traditionnellement utilisée comme chien de chasse pour chasser les petits mammifères et les oiseaux aquatiques dans la province de Frise aux Pays-Bas. Il peut aussi être appelé Otterhoun. La Fédération cynologique internationale le répertorie dans le groupe 8, section 3, standard no 221.
C'est un chien bien proportionné, dont la forme du corps peut s'inscrire dans un carré. Le poil est bouclé sur tout le corps, hormis la tête et les membres. La robe est unicolore noire ou marron ou bicolore noir et blanc et marron et blanc,.

## Histoire
Le type ancestral du chien d'eau frison a été développé il y a 400 ans dans la province néerlandaise Friesland. Il a été probablement créé par un croisement d'un chien tsigane et un chien frison, probablement le Vieux Chien d'Eau (race maintenant éteinte). Le chien d'eau frison a été conservé pour chasser difficile et dangereuse du Mustela putorius et de la Loutre. Ils sont utilisés aussi pour chasser la Sauvagine et comme chien de garde. Pendant la Seconde Guerre mondiale, la race a presque disparu, mais on a pu la sauver et le chien d'eau frison est de plus en plus populaire.
Une base de données est maintenue par la Nederlandse Vereniging voor Stabij-en Wetterhounen pour comprendre les pedigrees. À l'échelle internationale, la Fédération cynologique internationale a reconnu la race et l'a placée dans la section des chiens d'eau groupe 8. L'United Kennel Club reconnait la race dans le Gundog Groupe. On le considère comme une espèce rare.

## Description
Le chien d'eau frison a une taille moyenne entre 55 et 59 centimètres au garrot. Il pèse entre 25 et 35 kilos. Son pelage est épais et bouclé sauf pour la tête, les oreilles et les jambes. Sa robe peut être noire, blanche ou brune ainsi que ces trois couleurs mélangées. La texture de la robe n'est pas laineuse car sinon la fourrure ne résisterait pas à l'eau. Les oreilles sont basses et reposent sur la tête. La queue se recourbe fortement sur le dos. La race a une inhabituelle expression sombre à cause de la forme des yeux qui marque sa différence avec d'autres races de chiens.

## Tempérament
Cette race donne un excellent chien de chasse. La Fédération cynologique internationale décrit le tempérament de la race comme réservé et «un idéal chien de garde » mais jamais agressif.